# Damien Trotter
Damien Derek Trotter (rođen 3. veljače 1991.) fiktivni je lik iz BBC-jeva sitcoma Mućke. Sin je Dereka Trottera i Raquel Turner.
Damien je Delovo i Raquelino jedino dijete i nećak Rodneyja Trottera. Ime je dobio nakon što se Del i Raquel nisu mogli odlučiti koje će ime nositi njihovo nerođeno dijete, a Rodney je sarkastično predložio da mu daju ime Damien jer je Rodney bio uvjeren kako će biti poluvrag. Na njegov užas, njima se svidjelo ime pa ih je očajnički pokušavao razuvjeriti. Damien je rođen u noći punog mjeseca, a Rodney je nakon rođenja pitao Dela ima li na čelu otisnut znak '666'.
Česta tema u seriji je Rodneyjevo uvjerenje kako je Damien doslovno Antikrist unatoč činjenici da ne pokazuje namjere da nekome učini zlo osim samom Rodneyju. Del i Raquel grde Rodneyja zbog njegove lude opsesije i vjeruju kako je Damien savršeni anđeo, često ga razmazujući. Damien se od malih nogu pokazuje kao razmaženo derište pa tako baca stvari na Rodneyja, namjerno budi Ujaka Alberta iz sna, stavlja Cassandrine kontracepcijske pilule u urnu s Albertovim pepelom, urinira u javnom bazenu, potiče oca da se potuče na sprovodu te se čak nada kako će mu otac završiti u zatvoru kako bi se on uklopio u grupu prijatelja kojima su očevi u zatvoru. Čini se kako Del i Raquel ostaju nijemi na Damienovo loše ponašanje, a Rodney mu je nadjenuo nadimak "Rat Boy".